# Storia geologica della Costa Rica

## Formazione dell'Istmo Centroamericano
L'istmo centroamericano è caratterizzato da una spiccata diversità geologica e geomorfologica, geografica e climatica. Ciò è dovuto essenzialmente alla sua ubicazione di spartiacque fra i due oceani e fra i due grandi continenti americani. 
Durante il Cretaceo un canale interoceanico di quasi 3.000 km separava l'America del Nord, dall'America del Sud. In questa epoca l'America Centrale del nord era formata da rocce intrusive e sedimentarie. In seguito e a causa dei movimenti tettonici e orogenetici, alla fine del periodo Cretacico, arrivò ad acquisire la conformazione attuale. Molto probabilmente, verso la fine dell'Era Terziaria, esisteva ancora un canale di circa 300 km, che separava il Nicaragua dalla Colombia. 
Nel settore sud dell'America Centrale, durante il Cretacico superiore e il Terziario inferiore si formò un arcipelago di isole vulcaniche. 
Durante il Pliocene, circa tre o quattro milioni di anni fa, si andò formando e consolidò il ponte terrestre che separava definitivamente l'Oceano Pacifico dall'Oceano Atlantico e univa l'America del Nord all'America del Sud.
Grazie a questa connessione via terra fu possibile la diffusione di animali e piante da un continente all'altro, così come la migrazione umana e l'interscambio culturale. 
Al contrario, i sistemi montuosi del Guatemala, Honduras e Nicaragua costituirono la barriera che impedì la dispersione e favorì la nascita e l'evoluzione di specie endemiche.
La Cordigliera di Talamanca, nella Costa Rica, dove è facile incontrare querce tipiche del continente nordamericano insieme alle foreste di conifere del continente sudamericano, è un tipico esempio della straordinaria varietà di flora e fauna dell'America Centrale, punto di incontro e di fusione dei due continenti americani.

## Origini della biodiversità
Sin dalle sue origine di territorio istmico la Costa Rica ha svolto le funzioni di ponte biologico dove sono potute convivere specie di flora e fauna neartiche e neotropicali, oltre ad altre specie tipiche della regione delle Antille.
La biodiversità permette al paese di possedere una erpetofauna di circa 360 specie (150 anfibi e 210 rettili), un'avifauna di circa 850 specie (625 stanziali e 225 migratorie), oltre a quasi 205 specie di mammiferi, dei quali circa il 50% è costituita da pipistrelli.

## Orogenesi

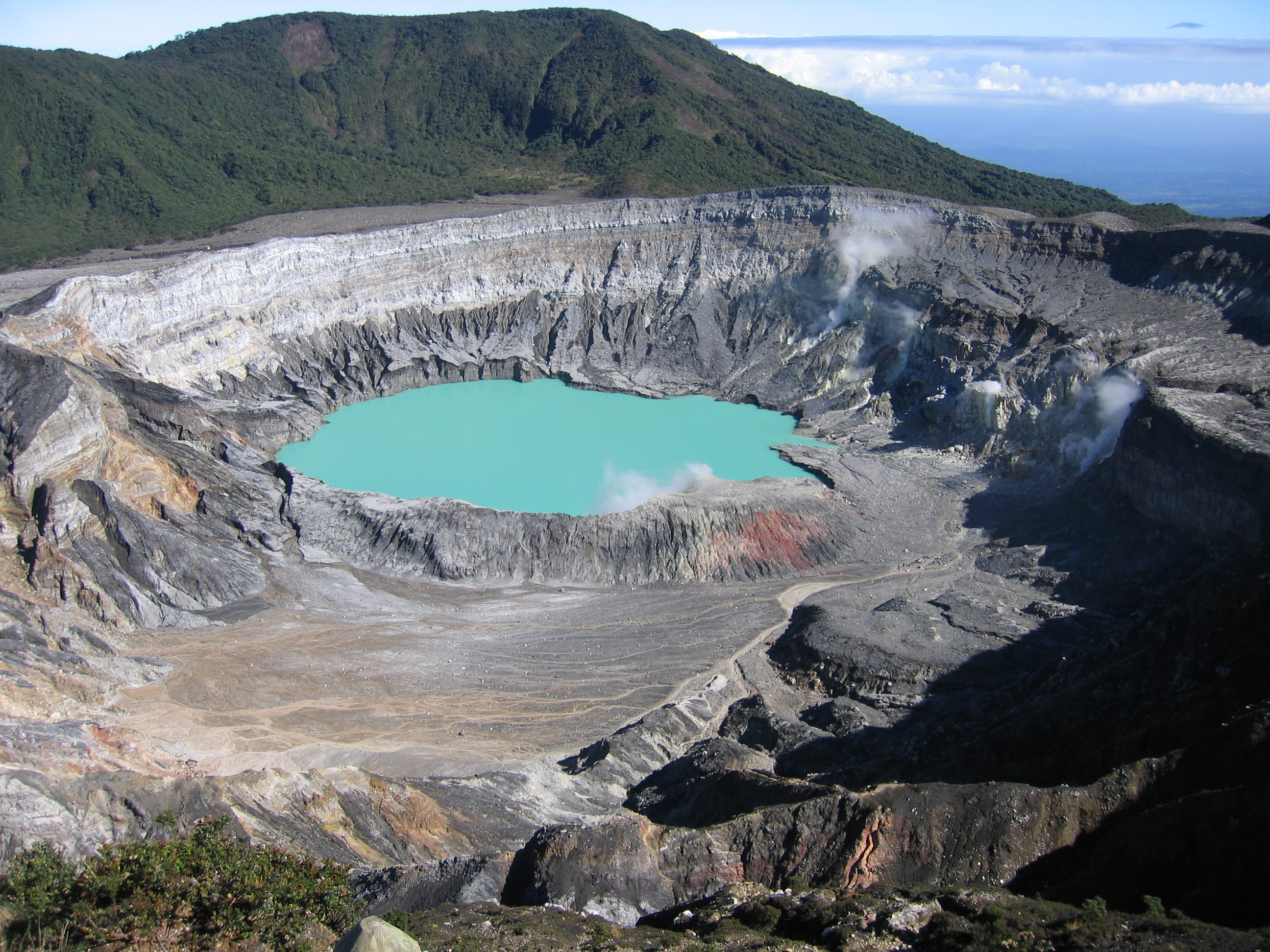
Il cratere del vulcano Poás.

Le placche continentali di Cocos e quella dei Caraibi hanno causato un fenomeno di marcata subduzione lungo la costa pacifica (depressione sottomarina, chiamata Fossa Mesoamericana).
La Costa Rica si trova nella zona di interazione delle placche di Cocos e dei Caraibi. Il processo di subduzione fa sì che la placca di Cocos si stia immergendo poco a poco sotto la emergente placca dei Caraibi; questo fenomeno fa sì che il territorio della Costa Rica emerga con una velocità di 10 mm all'anno. 
Il processo di subduzione, per le azioni di spinta e compressione determina la fratturazione della crosta terrestre, che per effetto del sollevamento si trasforma in rilievo orogenetico (è il caso questo della Cordigliera di Talamanca).
La parte della placca che si sommerge, a causa del cambio di temperatura e pressione, finisce per fondersi. Una parte di questo materiale tende ad ascendere in superficie in forma di lava con il processo noto come vulcanesimo (Cordigliere vulcaniche).
La rottura della crosta terrestre determina la liberazione di energia che è all'origine dei movimenti sismici.
La storia geologica della Costa Rica inizia nel periodo Giurassico, circa 200 milioni di anni fa. Molto probabilmente in questo periodo le masse continentali erano situate in una posizione molto simile a quella attuale. Il processo orogenetico iniziò con una intensa attività vulcanica, accompagnata dallo sviluppo di dorsali oceaniche e dall'emersione di un arco di isole, orientato verso est, conosciuto come arco esterno e che attualmente coinciderebbe con le vette della Penisola di Nicoya, Herradura, Penisola di Osa, fino a Punta Burica.
Circa 60 milioni di anni fa, durante l'Eocene inferiore e medio, andò scomparendo l'arco esterno ed emersero successivamente una serie di isolotti, conosciuti con il nome di Isole Guanarivas. 
Durante l'Oligocene, circa 25 milioni di anni fa, queste isole scomparvero di nuovo sotto l'oceano e furono ricoperte da materiale detritico, proveniente dall'erosione e dalla sedimentazione delle formazioni orogenetiche più recenti.
La Cordigliera di Talamanca iniziò la sua emersione a partire dal Miocene (1,8 milioni di anni fa) accompagnata da un'intensa attività vulcanica che dette origine alla Cordigliera Vulcanica Centrale e alla Cordigliera di Guanacaste.
La Costa Rica è attraversata da nordovest a sudest da quattro catene montuose:
- Cordigliera di Guanacaste;
- Cordigliera di Tilarán;
- Cordigliera Vulcanica Centrale;
- Cordigliera di Talamanca.

Alle falde della Cordigliera Vulcanica Centrale si incontra il Valle Centrale.
Il Valle Centrale è un altopiano con estensione di 32.200 chilometri quadrati e con un'altezza media di 1.000 metri sopra il livello del mare. Vi sono ubicate le principali città della Costa Rica, e più precisamente, San José, Alajuela, Heredia e Cartago.